# Never Grow Up
«Never Grow Up» — песня американской певицы Тейлор Свифт, написанная ею самостоятельно и спродюсированная совместно с Нейтаном Чапманом.
«Never Grow Up» — песня американской певицы и автора-исполнителя Тейлор Свифт из её третьего студийного альбома Speak Now (2010). Она написала трек под впечатлением от собственных чувств, связанных с детством и взрослением, а продюсированием занимался Натан Чепмен. Акустическая баллада под управлением гитары «Never Grow Up» посвящена размышлениям Свифт о своём детстве. Критики интерпретировали текст песни как послание молодым фанатам и девушкам о детстве и взрослении.
В рецензиях на альбом Speak Now многие критики сочли песню эмоциональной и высоко оценили авторство Свифт. В ретроспективе они положительно оценили трек и включили его в свои рейтинги её дискографии. В коммерческом плане песня «Never Grow Up» дебютировала и заняла 84-е место в Billboard Hot 100 и получила сертификаты от Американской ассоциации звукозаписывающей индустрии (RIAA) и Австралийской ассоциации звукозаписывающей индустрии (ARIA). Свифт исполняла трек вне сет-листов во время пяти своих концертных туров. После спора о праве собственности на бэк-каталог Свифт в 2019 году она перезаписала песню под названием «Never Grow Up (Taylor’s Version)» для перезаписанного в 2023 году альбома Speak Now (Taylor’s Version).

## Предыстория и композиция
Тейлор Свифт начала работу над своим третьим студийным альбомом Speak Now (2010) за два года до его выхода. Она задумала альбом как сборник песен о вещах, которые она хотела, но не смогла сделать с людьми, которых встретила в реальной жизни. Свифт полностью написала все треки Speak Now и выступила сопродюсером с Натаном Чапменом. Один из таких треков — «Never Grow Up», баллада, которую ведёт акустическая гитара (в исполнении Чапмена). Её продолжительность составляет четыре минуты и пятьдесят секунд. Вокал Свифт в песне звучит с придыханием, а аккомпанирует ей фоновый мужской вокалист. Критики сочли «Never Grow Up» одним из самых кантри-треков Speak Now и наиболее близким к предыдущим работам Свифт, причём некоторые полагали, что он должен был войти в её студийный альбом 2006 года. Автор Rolling Stone Роб Шеффилд оценил песню как «народную смену темпа» на Speak Now.
Основанная на исповедальной теме «Never Grow Up» была вдохновлена ностальгией Свифт по собственному детству и неопределённостью взросления. Идея песни возникла у неё во время первой ночи в купленной ею квартире. В тексте песни Свифт размышляет о своём детстве.
В первом куплете она выступает в роли матери, разговаривающей с ребёнком: «Твои маленькие веки трепещут, потому что ты мечтаешь, / Так что я укладываю тебя, включаю твой любимый ночник». Свифт просит ребёнка «никогда не взрослеть», чтобы сохранить их связь в будущем. В следующем куплете Свифт наблюдает за подростком, который уговаривает свою мать высадить её возле кинотеатра, потому что считает, что в её возрасте не круто видеть, как её высаживают родители. В последнем куплете взгляд переключается на саму Свифт, которая размышляет о своём детстве («Wish I’d never grown up») и с тоской оглядывается назад («I could still be little»). Она хочет сохранить все воспоминания («Take pictures in your mind of your childhood room»), но в то же время они угасают («I just realized everything I have is someday gonna be gone»).

## Отзывы
Первые рецензии на «Never Grow Up» сочли песню чувственной и высоко оценили авторство Свифт. Крис Уиллман из Yahoo! Music описал её как «милую колыбельную с нотками грусти или даже настороженной взрослой горечи». Алекс Макферсон из The Guardian считает, что именно в этой песне Свифт проявила наибольшую смелость на альбоме, и считает её пение про себя «разрушительным и по-настоящему некомфортным». Сэм Гнерре из Los Angeles Daily News назвал песню «превосходной балладой» и «удивительно прозорливой колыбельной». Рик Мур из American Songwriter сказал, что «великолепные начальные строки и использование образов» могут привести к тому, что Свифт начнёт писать песни без романтики и станет «по-настоящему опытным автором». Мелинда Ньюман из HitFix написала, что песня была свободной и прекрасной.
Некоторые критики провели сравнение с другими песнями. Автор газеты The Los Angeles Times Энн Пауэрс сравнила её с песней Брэда Пейсли «Letter to Me» (2007) по концепции, но посчитала, что обе песни по-разному раскрывают свою тему. Она также считает трек «самой откровенной» песней Свифт на сегодняшний день. Джон Дж. Мозер из The Morning Call считает «Never Grow Up» противоположной по концепции песне «The Best Day» (2008) и одним из лучших треков на альбоме, «где Свифт действительно меняет тему». Лия Гринблатт из Entertainment Weekly назвала песню «хрупкой колыбельной» и «мягкофокусной» реверсией трека Гарри Чапина «Cat’s in the Cradle» (1974). Другие критики обратили внимание на другие аспекты песни. Дэйв Хитон из PopMatters сказал, что «Never Grow Up» имеет потенциал для кантри-радио и считает, что она демонстрирует умение Свифт «брать обычные шаблоны кантри-радио и совершенствовать их». Джордж Лэнг из The Oklahoman считает, что это один из треков, где Свифт делает перерыв в «марафоне таблоидов» альбома. Мэтью Хортон из BBC Music считает её «солнечным поп-самородком», который «украсит любой дневной плейлист радио».

## Чарты
| Чарт (2010)             | Высшая позиция |
| ----------------------- | -------------- |
| США (Billboard Hot 100) | 84             |

## Сертификации
| Регион                                                                      | Сертификация | Продажи |
| --------------------------------------------------------------------------- | ------------ | ------- |
| Австралия (ARIA)                                                            | Платиновый   | 70 000  |
| США (RIAA)                                                                  | Золотой      | 500 000 |
| Данные о продажах + прослушиваниях приведены только на основе сертификации. |              |         |

## «Never Grow Up (Taylor’s Version)»
Подписав новый контракт с Republic Records, Свифт начала перезаписывать свои первые шесть студийных альбомов в ноябре 2020 года. Это решение было принято после публичного спора 2019 года между Свифт и менеджером по работе с талантами Скутером Брауном, который приобрёл лейбл Big Machine Records, включая мастер-записи альбомов Свифт. Перезаписав свой каталог, Свифт получила полную собственность на новые мастера, включая лицензирование авторских прав на свои песни, что обесценило мастера, принадлежавшие Big Machine.
Перезаписанная версия песни «Never Grow Up» под названием «Never Grow Up (Taylor’s Version)» была выпущена 7 июля 2023 года на лейбле Republic Records в рамках Speak Now (Taylor’s Version), третьего перезаписанного альбома Свифт.

### Отзывы
Перезаписанный трек получил комментарии критиков. Алекс Хоппер из American Songwriter, Майк ДеВальд из Riff Magazine, и Марк Сазерленд из Rolling Stone UK нашли песню чувственной и посчитали, что её ещё больше усиливает то, что Свифт стала взрослой. Некоторые обсудили производство и её исполнение. ДеВальд сказал, что песня звучит «как трек прямо из» альбома Свифт Folklore (2020), и в ней особенно заметен её вокальный рост. Поппи Платт из The Telegraph заявила, что, хотя её пение поначалу может показаться резким, но её «владение тоном и мелодией значительно улучшилось с её [ранних] дней», и оно по-прежнему эффективно. В менее хвалебной рецензии Кейт Соломон из газеты i написала, что песня будет «раздражающей и клишированной», но она считает, что она все ещё верна оригиналу.
Другие критики интерпретировали текст песни в новом контексте взросления Свифт. Крис Ричардс из The Washington Post расценил перезаписанный трек как «повторное обращение к её 20-летней психике, когда она поёт как своим прошлым, так и будущим „я“» и считает, что «заглавный припев» вызывает «своего рода ностальгическую клаустрофобию». Вринда Джагота из Pitchfork считает, что ближе к концу песня «раскрывается как средство оплакивания её прошлого „я“» и обещает, что никто никогда не оставит Свифт и не причинит ей вреда.

### Участники записи
По данным буклета альбома.
- Тейлор Свифт — вокал, автор, продюсирование
- Нейтан Чапман — продюсирование (2010)
- Кристофер Роу — продюсирование, звукорежиссура (2023)
- Сербан Генеа — микширование (2023)
- другие

### Чарты
| Чарт (2023)                         | Высшая позиция |
| ----------------------------------- | -------------- |
| Канада (Billboard Canadian Hot 100) | 59             |
| Мир (Billboard Global 200)          | 71             |
| Филиппины Philippines (Billboard)   | 15             |
| США (Billboard Hot 100)             | 58             |
| США (Billboard Hot Country Songs)   | 27             |